# Década de 390
Séculos: (Século III - Século IV - Século V)
Décadas: 340 350 360 370 380 - 390 - 400 410 420 430 440
Anos: 390 - 391 - 392 - 393 - 394 - 395 - 396 - 397 - 398 - 399